# Amphibulus pentatylus
Amphibulus pentatylus là một loài tò vò trong họ Ichneumonidae.